# Beklædningstilbehør
Beklædningstilbehør eller accessoires er genstande, der bruges i mode som benyttes sekundært som en del af en persons beklædning. Beklædningstilbehør bliver ofte valgt for at fuldende eller komplimentere bærerens udseende eller look. De har muligheden for yderligere at udtrykke individets identitet og personlighed. Accessoires kommer i mange former, størrelser og farver.
Beklædningstilbehør kan bliver opdelt i to overordnede grupper; dem som bliver båret i hænderne og dem som bæres på kroppen. Blandt de accessoires som bæres i hånden er punge, håndtasker, vifter, parasoller og paraplyer, stokke og ceremonielle sværd. Accessoires som bæres på kroppen er jakker, støvler og sko, kravatter, slips, butterflys, kyser, bælter og seler, handsker, muffer, smykker som halskæder, armbånd, ringe, øreringe og piercinger, ure, briller, ordensbånd, sjaler, halstørklæder og tørklæder, sokker og nylonstrømpe.